# Dendrophthora tenuiflora
Dendrophthora tenuiflora là một loài thực vật có hoa trong họ Santalaceae. Loài này được (Steyerm. & Maguire) Kuijt mô tả khoa học đầu tiên năm 1990.